# Grand Prix Wielkiej Brytanii 1978

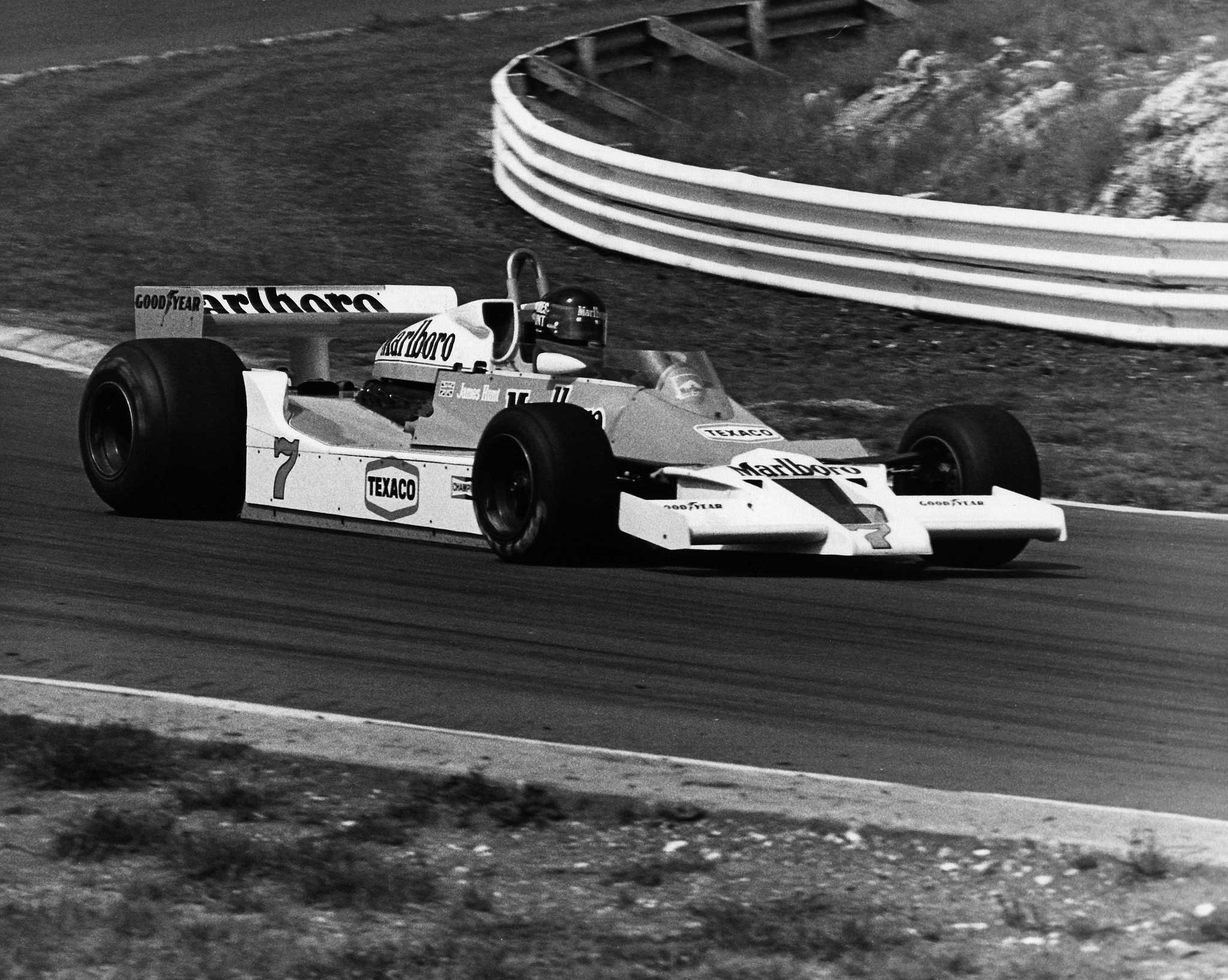
James Hunt podczas Grand Prix Wielkiej Brytanii 1978

Grand Prix Wielkiej Brytanii 1978 (oryg. John Player British Grand Prix) – 10. runda Mistrzostw Świata Formuły 1 w sezonie 1978, która odbyła się 16 lipca 1978, po raz ósmy na torze Brands Hatch.
31. Grand Prix Wielkiej Brytanii, 29. zaliczane do Mistrzostw Świata Formuły 1.

## Klasyfikacja
| Legenda oznaczeń w tabelach wyników Wyświetl szablon na nowej stronie | Legenda oznaczeń w tabelach wyników Wyświetl szablon na nowej stronie                                                                     |
| Oznaczenie                                                            | Wyjaśnienie |
| --------------------------------------------------------------------- | --- |
| Złoty                                                                 | Zwycięzca lub mistrzostwo |
| Srebrny                                                               | 2. miejsce lub wicemistrzostwo |
| Brązowy                                                               | 3. miejsce lub II wicemistrzostwo |
| Zielony                                                               | Ukończył, punktował (w klasyfikacji generalnej, gdy zdobył co najmniej jeden punkt na przestrzeni sezonu, poza trzema powyższymi opcjami) |
| Niebieski                                                             | Ukończył, nie punktował (w klasyfikacji generalnej, gdy nie zdobył co najmniej jednego punktu na przestrzeni sezonu)                      |
| Czerwony                                                              | Nie zakwalifikował się (NZ) |
| Czerwony                                                              | Nie prekwalifikował się (NPK) |
| Różowy                                                                | Nie ukończył (NU) |
| Różowy                                                                | Niesklasyfikowany (NS) (w klasyfikacji generalnej, gdy nie został sklasyfikowany w żadnym wyścigu sezonu)                                 |
| Czarny                                                                | Zdyskwalifikowany (DK) |
| Czarny                                                                | Wykluczony (WYK/EX) |
| Biały                                                                 | Nie wystartował (NW) |
| Biały                                                                 | Kontuzjowany (K/INJ) |
| Biały                                                                 | Wyścig odwołany (OD/C) |
| Bez koloru                                                            | Został wycofany (WYC/WD) |
| Bez koloru                                                            | Nie przybył (NP/DNA) |
| Bez koloru                                                            | Nie brał udziału w treningach (NT/DNP) |
| Bez koloru                                                            | Nie został zgłoszony (–) |
| Pogrubienie                                                           | Start z pole position |
| Kursywa                                                               | Najszybsze okrążenie wyścigu |
| †                                                                     | Nie ukończył, ale jego rezultat został zaliczony ze względu na przejechanie więcej niż 90% dystansu wyścigu.                              |
| *                                                                     | Sezon w trakcie |
| 1/2/3                                                                 | Punktowana pozycja w sprincie kwalifikacyjnym                                                                                             |
| Lista systemów punktacji Formuły 1                                    | |

| Pos | No | Kierowca              | Konstruktor        | Okrążeń | Czas/powód NU      | Poz. Start. | Punktów |
| --- | -- | --------------------- | ------------------ | ------- | ------------------ | ----------- | ------- |
| 1   | 11 | Carlos Reutemann      | Ferrari            | 76      | 1:42:12.39         | 8           | 9       |
| 2   | 1  | Niki Lauda            | Brabham-Alfa Romeo | 76      | +1.23 sek.         | 4           | 6       |
| 3   | 2  | John Watson           | Brabham-Alfa Romeo | 76      | +37.25 sek.        | 9           | 4       |
| 4   | 4  | Patrick Depailler     | Tyrrell-Ford       | 76      | +1:13.27           | 10          | 3       |
| 5   | 16 | Hans Joachim Stuck    | Shadow-Ford        | 75      | +1 Okrążenie       | 18          | 2       |
| 6   | 8  | Patrick Tambay        | McLaren-Ford       | 75      | +1 Okrążenie       | 20          | 1       |
| 7   | 33 | Bruno Giacomelli      | McLaren-Ford       | 75      | +1 Okrążenie       | 16          |         |
| 8   | 30 | Brett Lunger          | McLaren-Ford       | 75      | +1 Okrążenie       | 24          |         |
| 9   | 19 | Vittorio Brambilla    | Surtees-Ford       | 75      | +1 Okrążenie       | 25          |         |
| 10  | 26 | Jacques Laffite       | Ligier-Matra       | 73      | +3 Okrążenia       | 7           |         |
| NS  | 9  | Jochen Mass           | ATS-Ford           | 65      | +11 Okrążeń        | 26          |         |
| NU  | 10 | Keke Rosberg          | ATS-Ford           | 59      | Zawieszenie        | 22          |         |
| NU  | 17 | Clay Regazzoni        | Shadow-Ford        | 49      | Skrz. biegów       | 17          |         |
| NU  | 15 | Jean-Pierre Jabouille | Renault            | 46      | Turbo              | 12          |         |
| NU  | 35 | Riccardo Patrese      | Arrows-Ford        | 40      | Zawieszenie        | 5           |         |
| NU  | 3  | Didier Pironi         | Tyrrell-Ford       | 40      | Skrz. biegów       | 19          |         |
| NU  | 20 | Jody Scheckter        | Wolf-Ford          | 36      | Skrz. biegów       | 3           |         |
| NU  | 14 | Emerson Fittipaldi    | Fittipaldi-Ford    | 32      | Silnik             | 11          |         |
| NU  | 37 | Arturo Merzario       | Merzario-Ford      | 32      | Problemy z paliwem | 23          |         |
| NU  | 22 | Derek Daly            | Ensign-Ford        | 30      | Koło               | 15          |         |
| NU  | 5  | Mario Andretti        | Lotus-Ford         | 28      | Silnik             | 2           |         |
| NU  | 27 | Alan Jones            | Williams-Ford      | 26      | Skrz. biegów       | 6           |         |
| NU  | 12 | Gilles Villeneuve     | Ferrari            | 19      | Skrz. biegów       | 13          |         |
| NU  | 25 | Héctor Rebaque        | Lotus-Ford         | 15      | Skrz. biegów       | 21          |         |
| NU  | 7  | James Hunt            | McLaren-Ford       | 7       | Wypadek            | 14          |         |
| NU  | 6  | Ronnie Peterson       | Lotus-Ford         | 6       | Problemy z paliwem | 1           |         |
| NZ  | 18 | Rupert Keegan         | Surtees-Ford       |         |                    |             |         |
| NZ  | 36 | Rolf Stommelen        | Arrows-Ford        |         |                    |             |         |
| NZ  | 23 | Geoff Lees            | Ensign-Ford        |         |                    |             |         |
| NZ  | 40 | Tony Trimmer          | McLaren-Ford       |         |                    |             |         |